# Karel Kahovec
Karel Kahovec (*8. listopadu 1946 Praha) je český zpěvák, hudební skladatel a kytarista.

## Život
Začínal jako bigbeatová a rock'n'rollová hvězda 60. let 20. století, kdy působil jako člen skupin Hells Devils, The Matadors, Flamengo, později též jako interpret moderní country hudby ve skupině Country Beat Jiřího Brabce (kde vystupoval vedle hlavní hvězdy tohoto souboru zpěvačky Nadi Urbánkové). V jeho profesionální kariéře mu hlavně ze začátku hodně pomáhala tehdy poměrně proslulá a známá sestra zpěvačka Vlasta Kahovcová, někdejší členka Divadla Semafor pozdější doprovodná zpěvačka Karla Gotta ve skupině Ladislava Štaidla.
V současné době pokračuje v odkazu svého kamaráda, zpěváka Petra Nováka. Hraje a zpívá v obnovené skupině George & Beatovens, se kterou vystupuje od počátku 90. let 20. století.